# جايسون فريز
جايسون فريز (بالإنجليزية: Jason Freese)‏ هو عازف بيانو وموسيقي أمريكي، ولد في 12 يناير 1975 في أورانج في الولايات المتحدة.

## وصلات خارجية
- الموقع الرسمي
- جايسون فريز على موقع ميوزك برينز (الإنجليزية)
- جايسون فريز على موقع أول ميوزيك (الإنجليزية)
- جايسون فريز على موقع ديسكوغز (الإنجليزية)